# Billy Bingham
William Laurence Bingham (Belfast, 5 agosto 1931 – Southport, 9 giugno 2022) è stato un allenatore di calcio e calciatore nordirlandese, di ruolo centrocampista.

## Palmarès

### Giocatore

#### Competizioni nazionali
- Campionato inglese: 1

Everton: 1962-1963

### Allenatore

#### Competizioni nazionali
- Campionato nordirlandese: 1

Linfield: 1970-1971
- Gold Cup: 1

Linfield: 1970-1971
- Ulster Cup: 1

Linfield: 1970-1971
- Blaxnit Cup: 1

Linfield: 1970-1971
- Coppa del Re dei Campioni: 1

Al-Nassr: 1987